# Shirakabaha
Shirakabaha (白樺派 literalmente Școala Mesteacănului Alb?) a fost o mișcare literară japoneză, grupată în jurul revistei literare Shirakaba, publicată între aprilie 1910 și august 1923. Numele se referă și la membrii grupării, care împărtășeau aceleași idei și același stil literar.

## Istorie
În 1910, o grupare de absolvenți ai prestigioasei Universități Gakushūin din Tokyo au creat o școală literară. Printre membrii se numărau scriitori, pictori, critici literari și alți artiști care se opuneau Confucianismului și structurilor tradiționale ale stilurilor literare și artistice japoneze. Grupul punea mai ales accent pe idealism, umanism, individualism, opunându-se naturalismului, moda dominantă a literaturii japoneze din epoca Taisho. Shirakaba-ha a studiat îndelung estetica occidentală (îndeosebi expresionismul și postimpresionismul), considerând că este de datoria lor să răspândească ideile artei și literaturii occidentale în Japonia. Spre deosebire de alte grupări literare, Shirakaba-ha nu s-a limitat numai la literatură, evoluând și în alte forme artistice. 

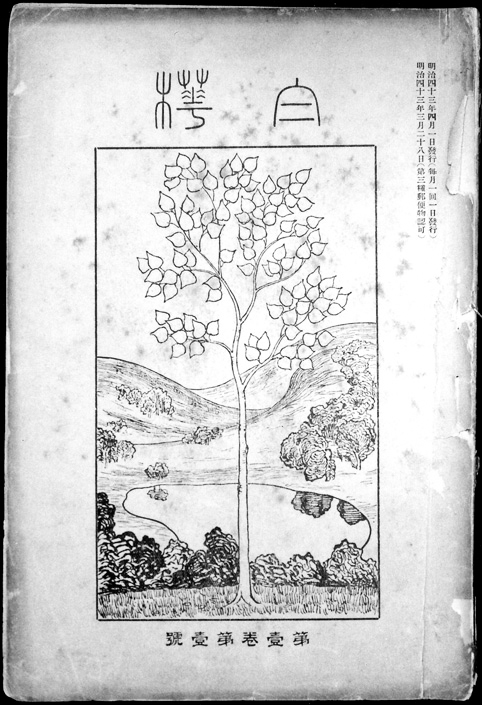
Prima ediție a publicației Shirakaba

Cu toate acestea, grupul a rămas profund interesat de cultura japoneză, îndeosebi de folclorul japonez, care fusese defăimat de criticii literari anteriori. 
Printre primii membrii ai societății literare, se numără Shiga Naoya (1883-1971), Mushanokōji Saneatsu (1885-1976), Yanagi Sōetsu (1889-1961), Satomi Ton (1888-1983), Arishima Takeo (1878-1923) și Nagayo Yoshirō(1888-1961). Lucrările acestora erau opere în genul romanului autobiografic, în care încercau să încorporeze filozofia optimistă. Unii dintre membrii grupării făceau parte din familii înstărite și au încercat să-l imite pe Lev Tolstoi, creînd comune agrare în zone îndepărtate din Japonia. (a se vedea mișcarea Atarashiki-mura - Noul Sat, pusă în aplicare de Saneatsu Mushanokōji).
Revista literară lunară Shirakaba ("Mesteacănul Alb") a fost publicată din aprilie 1910 până în august 1923. Revista și-a atins apogeul popularității în 1918. Cu toate acestea, revista nu a mai fost publicată după Cutremurul din Kantō (1923).